# 大楊創世
大楊創世（だいようそうせい、中国語読み：ダーヤンチュアンシー）は中華人民共和国遼寧省大連市に本拠を置く衣服製造会社。アパレル産業が盛んな大連市にあって最大の衣服製造会社の一つである。
現社長の李桂蓮を中心に数人の女性が1979年に普蘭店市楊樹房鎮にミシンを持ち寄り起業した。欧米の「アルマーニ」（Giorgio Armani）ブランドなどのOEM製造を行なっているだけでなく、自社の国内用「Trands」（中国語名：創世）ブランドの製品も製造している。1993年に大楊グループ（大楊集団）を結成し、1998年に「大楊創世」（英文名称：Dayang Trands）に社名変更した。
2000年に上海証券取引所に上場していたが、2016年に逆さ合併により銘柄を「円通速逓」に改称した。